# François Coppée

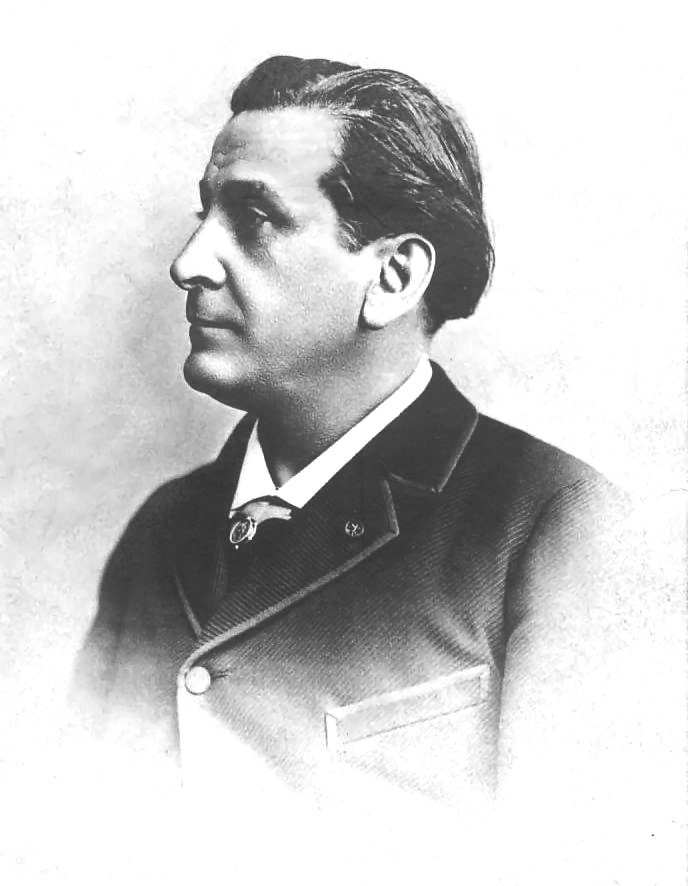
François Coppée

François Édouard Joachim Coppée (* 26. Januar 1842 in Paris; † 23. Mai 1908 in Paris) war ein französischer Dichter, Dramatiker und Romanschriftsteller.

## Biografie
Coppée war der Sohn des Verwaltungsbeamten Émile Coppée. Seine Schulzeit absolvierte er am Lycée Saint-Louis und im Anschluss daran fand er im zweiten Kaiserreich eine Anstellung im Kriegsministerium. Später berief man ihn auf eigenen Wunsch als Bibliothekar ins Palais du Luxembourg. Von da wechselte er, ähnlich seinem Kollegen Louis Ratisbonne, in gleicher Position an die Senatsbibliothek.
1864 konnte Coppée mit einigen Gedichten als Literat erfolgreich debütieren. Fünf Jahre später erlebte er mit seinem Stück „Der Passant“ am Théâtre l’Odéon eine erfolgreich Uraufführung. Zu den Parnassiens kam er über Catulle Mendès. Als nach dem Deutsch-Französischen Krieg seine „Les humbles“ erschienen, erhielt Coppée von der Literaturkritik wie auch von seinen Kollegen den Ehrentitel Poète des humbles (der bescheidene Poet).
1878 wurde Coppée wurde zum Archivar der Comédie-Française ernannt. Als Nachfolger von Victor de Laprade wurde er 1884 zum Mitglied der Vierzig Unsterblichen (Fauteuil 10, der Académie française) berufen. Nach seinem Tod wurde 1909 Jean Aicard sein Nachfolger. Um diese Zeit trat er von allen Ämtern und Pflichten zurück und widmete sich fortan nur noch seinem literarischen Schaffen.
Politisch interessiert, engagierte sich Coppée in der Dreyfus-Affäre gegen den Angeklagten und gründete 1898 zusammen mit Maurice Barrès, Jules Lemaître und anderen die Liga für das französische Vaterland.

## Rezeption
Coppée verherrlichte in seinen frühen Gedichten noch Napoleons Politik; in seiner späteren Lyrik thematisierte er dann mehr das Leben der einfachen Arbeiter und Bürger in und um Paris. Die Form seiner Lyrik ist gelegentlich reimlos, doch findet immer wieder zur Form (Alexandriner) zurück. Émile Zola lobte ihn seines Naturalismus wegen, die Symbolisten, wie zum Beispiel Maurice Maeterlinck, lehnten ihn der Form und Themen wegen ab.
Die Schriftsteller Paul Bourget, Pierre Louÿs und Albert Samain wurde von ihm gefördert.

## Ehrungen
- 1888 Offizier der Ehrenlegion

## Werke
Theaterstücke
- Les jacobites. Drame Drame en 5 actes. Lemerre, Paris 1885.
- La korrigane. Ballet fantastique en deux actes. Heugel, Paris 1880 (zusammen mit Louis Mérante und Charles-Maria Widor).
- Le luthier de Cremone. Comédie en un acte en vers. Lemerre, Paris 1871.
- Mme de Maintenon. Drame en 5 actes avec prologue. Lemerre, Paris 1881.
- Le pater. Lemerre, Paris 1889.
- Pour la couronne. Drame en 5 actes. Lemerre, Paris 1895.
- Das Rendezvous („Le rendez-vous“). Hirzel, Leipzig 1874.
- Der Schatz. Schauspiel in einem Aufzug („Le trésor“). Rees, Leipzig 1880.
- Severo Torelli. Drame en 5 actes. Lemerre, Paris 1894.
- Théâtre. Hébert, Paris 1892 (Inhalt: „Le passant“, „Deux douleurs“, „Fais ce que doit“, „L’abandonnée“, „Les bijoux de la déliverance“ und „La guerre de cent ans“).
- Der Wanderer. Lustspiel in einem Akt („Le passant“). Duncker Verlag, Weimar 1921 (Aus fremden Gärten; 100).

Romane, Märchen und Novellen
- Une idylle pendant le siège. Edition du Sandre, Paris 2005, ISBN 2-914958-13-7 (Nachdr. d. Ausg. Paris 1874).
- Geschichten in Prosa („Contes en prose“). Schottländer, Breslau 1890.
- Vingt contes nouveaux. Lemerre, Paris 1883.
- Le banc. Idylle parisiènne. Lemerre, Paris 1887.
- Contes rapides. Lemerre, Paris 1888.
- Henriette. Calmann-Lévy, Paris 1910 (Nachdr. d. Ausg. Paris 1889).
- Toute une jeunesse. Calmann-Lévy, Paris 1924 (Nachdr. d. Ausg. Paris 1890).
- Die wahren Reichen („Les vrais riches“). Engelhorn, Stuttgart 1894.
- Rivales. Lemerre, Paris 1893.
- Longues et brèves. Lemerre, Paris 1893.
- Contes et récits. En prose. Lemerre, Paris 1885.
- Le coupable. Calmann-Lévy, Paris 1910 (Nachdr. d. Ausg. Paris 1896).
- Rettendes Leiden („La bonne souffrance. Contes pour les jours de fête“). Verlag Kirchheim, Mainz 1899.
- Bleurette. Conte en vers. Lemerre, Paris 1890.

Lyrik
Sein Gedicht „La grève des forgerons“ war die Grundlage zu Victor Léons Libretto zur Oper „Der Strike der Schmiede“ von Max Josef Beer.
- Arrière-Saison. 1887.
- Le cahier rouge. 1874.
- Les intimités. 1868.
- Les paroles sincères. 1890.
- Poèmes modernes. 1869.
- Promenades et intérieurs. 1872.
- Le reliquiaire. 1866.

Werkausgaben
- Œuvres complètes. Paris 1885/1908 (12 Bde.)
- Poèsies complètes. Paris 1923/25 (3 Bde.)

## Verfilmungen
- 1936 verfilmte der Regisseur Raymond Bernard Coppées Werk „Le coupable“ unter demselben Titel. In Deutschland hatte dieser Film 1946 unter dem Titel „Der Schuldige bin ich“ Premiere.